# Letteratura

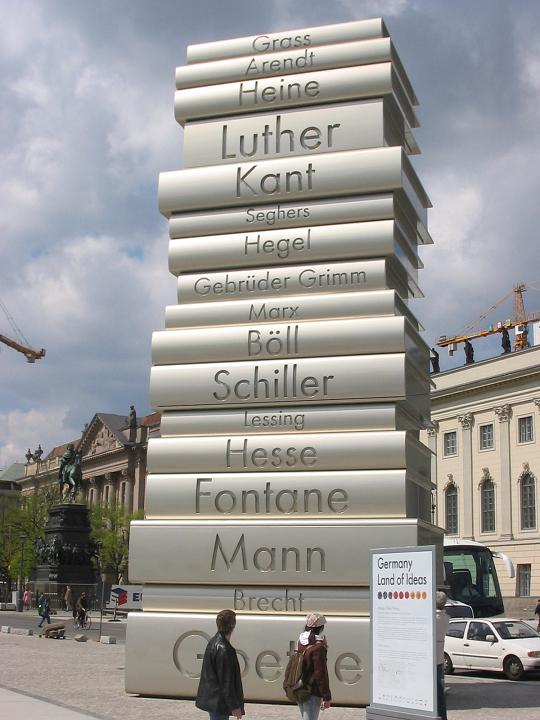
Scultura commemorante Johannes Gutenberg, Berlino

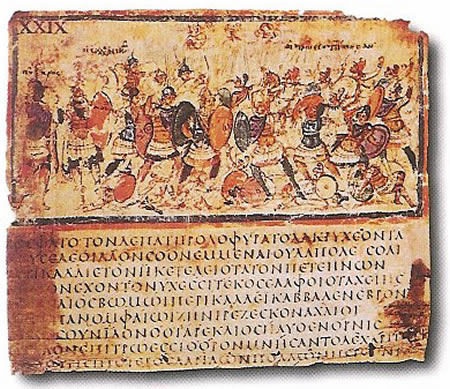
Omero, Iliade, Libro VIII, versi 245-253 - da un manoscritto greco di fine V secolo o inizio VI secolo.

Una letteratura è una qualsiasi collezione di opere scritte; il termine, tuttavia, è normalmente utilizzato in modo più ristretto per riferirsi a opere scritte (o anche trasmesse oralmente) che siano state composte con una intenzionalità precisa e con una logica interna, e che possano essere ricondotte a una qualsiasi forma di arte, in particolare alle opere di prosa, poesia e teatro. 
Le definizioni che del termine "letteratura" sono state date nel tempo, sensibili a diverse ideologie, visioni del mondo, sensibilità politiche o filosofiche, sono diverse tra loro e spesso assolutamente inconciliabili. Assai varia è anche la misura del "campo" della letteratura e incerta la definizione di ciò che letteratura non è, tanto che vi è stato chi ha affermato che letteratura è ciò che viene chiamato letteratura, chi ha trovato nell'impossibilità della definizione la sola definizione possibile, o chi, sottolineando "la polivalenza e ambiguità del fenomeno letterario", sostiene tuttavia che "non tutto ciò che è scritto è letteratura, per diventarlo, un testo scritto dev'essere mosso da un'intenzionalità precisa e da una conseguente logica strutturante".
Vi è tuttavia un certo consenso sul fatto che la letteratura di una nazione costituisca una "sintesi organica dell'anima e del pensiero d'un popolo", ovvero uno specchio della rispettiva società in un tempo definito e che varia di opera in opera.

## Origini del termine
Il termine latino litteratura (da littera, "lettera") indicava lo stesso tracciare lettere, lo scrivere. Nel I secolo d.C. prese ad indicare l'insegnamento della lingua (corrispondendo così alla parola grammatica, ossia la greca grammatiké téchne, da gramma, "lettera"). Un passaggio importante sul tema è la riflessione del retore latino Quintiliano, che estese il termine litteratura fino a comprendere tutte le tecniche dello scrivere e del sapere, affermando il valore disinteressato degli studi sulla lingua. Un altro termine latino, l'aggettivo litteratus, indicava inizialmente ciò che era "scritto con lettere", ma poi il suo uso si spostò sullo scrivente, per indicarne la capacità, la cultura, l'istruzione.
Appare comunque evidente, da questi usi antichi del termine, il profondo legame tra letteratura e scrittura: se inizialmente "letteratura" è lo studio e la conoscenza della lingua scritta, attraverso un iter piuttosto obliquo il termine finì per indicare l'insieme della lingua scritta. La cultura scritta era comunque appannaggio di pochissimi e la conoscenza delle lettere segno di un'esperienza fuori del comune, del tutto distinta da quella comune, legata com'era quest'ultima alle esigenze più immediate e basilari della vita.
L'atto di una nuova scrittura si collegava immancabilmente con la letteratura precedente (in sostanza, i documenti che erano sopravvissuti al tempo), ma fu l'invenzione della stampa a caratteri mobili a fondare il concetto moderno di letteratura: ne risultò infatti l'elaborazione di codici e forme specificatamente letterari e, soprattutto, una gerarchia che distingueva forme propriamente letterarie "dall'universo vario e caotico delle altre scritture". Si costituisce così la letteratura come "istituzione", che si tramanda in qualità di "tradizione".

## Letteratura come arte
In ambito occidentale, si è via via affermato un significato di letteratura distinto dagli scopi pratici della scrittura in specifiche discipline (testi scientifici, filosofici ecc.): il termine "letteratura" venne associato alle scritture di tipo "artistico" e "creativo", che sono oggetto di studio dell'estetica. Si determinò così un intreccio semantico con la più antica parola "poesia", un termine del latino medievale che deriva da poësis (a sua volta dal greco poíēsis, da poiêin, "fare") e che indicava eventi e oggetti "fatti" con le parole. La poesia era dunque l'arte di creare realtà fittizie, mondi immaginari a imitazione dell'unico reale, in analogia con la pittura (Orazio usò la formula ut pictura poësis, "la poesia come la pittura").
Il termine "poesia" tese a identificarsi con la produzione in versi, ma le forme originarie del verso (come testimoniano diverse tradizioni popolari sopravvissute fino ai tempi moderni) prescindevano del tutto dalla scrittura, facendosi piuttosto accompagnare dal canto, nel contesto di una tradizione letteraria orale.
Indipendentemente dalla forma, in versi o in prosa, tuttavia un testo viene generalmente considerato letterario, quando nel costruirlo e nel leggerlo si usa una lingua che orienta verso la "funzione poetica", cioè per quella funzione che, come ha insegnato Roman Jakobson, pone al centro del sistema di comunicazione il messaggio in quanto tale, quindi la sua intertestualità rispetto ad altri testi e la capacità in termini di costruzione linguistica e comprensione estetica di riferirsi a un sistema di forme canoniche che in qualche modo lo precede e produce (anche in caso di rottura verso questo canone). In questo senso si parla di "uso letterario del linguaggio".

## Letteratura orale e scritta
Il componimento verbale può essere sia orale sia scritto. Mentre la poesia, spesso considerata la forma più elevata di letteratura, si manifesta inizialmente, come detto, solo in forma orale, l'elaborazione artistica della forma in prosa può avvenire solo con l'avvento e lo sviluppo della cultura scritta. Resta che il carattere di arte fu spesso attribuito indifferentemente al verso e alla prosa e, in particolare, i termini "poesia" e "poetico" venivano associati anche a forme in prosa, per distinguere appunto scrittura artistica da scrittura non artistica. In questo contesto, può essere interessante confrontarsi con la riflessione di Benedetto Croce e la sua insistita distinzione fra "poesia" e "non poesia" e fra "poesia" e "letteratura".
La modernità tende a considerare "letteratura" solo l'insieme dei componimenti verbali scritti, ma sono numerose le culture che hanno avuto e hanno tuttora una ricca letteratura orale, la cui conservazione e trasmissione è stata affidata a figure istituzionali. Ad esempio, gli amusnaw della letteratura berbera della Cabilia, gli aedi e i rapsodi dell'antica Grecia o i druidi della letteratura celtica.
Come si vede, le opposizioni "oralità"/"scrittura" e "poesia"/"prosa" sono profondamente interlacciate. Piuttosto distante dalla prospettiva crociana è quella del formalista russo Roman Jakobson, che ha caratterizzato la funzione poetica a partire da una considerazione tecnico-formale dei componimenti: la "letterarietà" di un testo è individuabile a partire dalla sua struttura e la poesia è quel componimento che utilizza un linguaggio orientato al messaggio stesso, cioè in qualche modo bastante a se stesso.

## Letteratura d'autore e pubblico letterario
Con lo sviluppo della borghesia, a partire dagli ultimi decenni del XVIII secolo, quando si comincia ad abbandonare l'uso del termine "eloquenza", l'accezione più comune del termine letteratura è quella che riguarda la produzione di testi scritti da parte di un autore per essere letti da un pubblico. Tale fruizione si amplia di molteplici motivi: godimento estetico, immedesimazione psicologica, spirito critico e conoscitivo. Vengono, al contempo, promossi a rango di letteratura anche le opere nate per il giornalismo o per il teatro. La parola "poesia" va specializzandosi e l'accezione del termine "letteratura" si centra nel suo essere in rapporto con un pubblico e con la sua immaginazione. Jean-Paul Sartre diceva che la letteratura "si fa nel linguaggio ma non è mai data nel linguaggio; essa è un rapporto fra gli uomini ed un appello alla loro libertà". Oltre e più che essere "oggetto", la letteratura è "relazione". Il testo letterario, come dice Cesare Segre, compie un'"introiezione dei riferimenti contestuali", producendo senso all'interno di una cerimonia formale.

## Mercato e spettacolo della letteratura
Con la seconda metà del XX secolo, di fatto, la letteratura viene spesso considerata parente dello spettacolo, sia nelle rubriche dei giornali e nelle recensioni, sia con il proliferare di molti festival, letture pubbliche e incontri con gli autori. Entrambi poi sembrano partecipare alle regole del mercato e il linguaggio letterario, da sempre in cerca di una propria definizione, sembra cadere nell'anamorfosi che lo vuole mero prodotto.

## Le forme dei componimenti letterari
In base alla forma del componimento verbale la letteratura si distingue in:
- poesia
- prosa
- teatro

Se il componimento verbale è in versi si parla di poesia. Se invece il componimento verbale non è in versi si parla di prosa. Dopo l'avvento del verso libero e la caduta della normativa metrica, la distinzione sembra ridursi al solo meccanismo tipografico dell'andare a capo, ma la costruzione formale della poesia resta legata alla musica. In questo senso si può anche parlare di "prosa poetica" e "poesia in prosa". Il teatro invece è un testo letterario "per la rappresentazione" (anche quando dato alla sola lettura) e se può fondere insieme poesia e prosa può unirvi, ma dall'esterno, anche la musica, e quindi si può considerarla una forma d'espressione a parte.

## Letterature specifiche
Molto spesso con la parola letteratura si definisce un complesso di opere che trattano una materia o un argomento particolare. Si può pertanto parlare di letteratura scientifica, letteratura economica, letteratura religiosa, letteratura militante, letteratura artistica (letteratura musicale, letteratura cinematografica, letteratura teatrale, letteratura erotica, letteratura industriale, ovvero industria e letteratura, letteratura dell'orrore, letteratura di spionaggio ecc..).
Con il termine letteratura si può intendere anche una particolare attività intellettuale volta alla creazione di opere scritte, sempre frutto dell'ingegno umano, oppure a quella disciplina rivolta allo studio delle opere letterarie di un determinato popolo o di una determinata età.
Si avrà così - all'interno di una letteratura antica oppure moderna o contemporanea, una letteratura latina, una letteratura italiana, una letteratura inglese, una letteratura tedesca, una letteratura francese, una letteratura spagnola, una letteratura russa e così via.
Le varie nazioni possono avere diverse letterature, come corporazioni letterarie, scuole filosofiche o periodi storici. Viene generalmente considerata come letteratura di una nazione, per esempio, la collezione di testi che sono stati creati in quella nazione, vi si riferiscono e offrono un territorio comune, e in cui spesso la nazione stessa si identifica.
La Bibbia, l'Iliade e l'Odissea e la Costituzione coincidono con questa definizione di letteratura.
Più in generale, una letteratura è equiparata a una collezione di storie, poemi e racconti che parlano di particolari argomenti. In questo caso, le storie, poemi o racconti possono avere o non avere dei riscontri nazionalistici.
Ogni paese ha sviluppato la sua letteratura anche se in tempi differenti e con caratteristiche nazionalistiche che, peraltro molto spesso, sono state assorbite da altre letterature.
Il carattere distintivo che ci permette di parlare di una letteratura (latina, italiana, americana, inglese, francese, spagnola e via dicendo) è la lingua.

## Generi letterari
La letteratura si differenzia in vari generi, sorta di "quadri precostituiti", che opere specifiche sono riuscite a condensare a partire da una varietà di codici, di possibilità tematiche e formali, e a offrire come modelli. Alcuni hanno preso forma come tali nell'evo antico: essendo quelli di più lunga durata, sono intesi come "macrogeneri", anche perché si cercò con essi di trovare una corrispondenza categoriale con le forme basiche della concreta esperienza umana. A partire dalle prime iniziative di netta codificazione, tra l'uno e l'altro sono stati registrati momenti di confronto, di sperimentazione, di miscela e anche di completa chiusura..
Popolarmente, i più antichi vengono percepiti come generi classici (anche nel senso di "nobili"), mentre alcuni generi moderni parrebbero avere una connotazione e un uso più commerciale (a questi ci si riferisce con il termine "letteratura di genere").
I generi classici sono:
- l'epica
- la lirica
- il dramma

Il dramma, a sua volta, viene fin dall'inizio distinto in tragedia e commedia.
Generi di ambito più circostanziato sono, ad esempio:
- l'elegia
- l'epigramma
- l'idillio
- il dialogo

Ci sono stati molti tentativi di classificazione. Da Platone che prima parla di genere serio (epopea e tragedia) e genere faceto (commedia e giambica), poi nella Repubblica fa la tripartizione tra genere mimetico o drammatico (tragedia e commedia), espositivo o narrativo (ditirambo, nòmo, poesia lirica) e misto (epopea) facendo variare la classe di appartenenza secondo un diverso rapporto con la realtà.
In età alessandrina fioriscono le categorizzazioni con i sottogeneri. Per esempio per Dionisio Trace la melica (o lirica), se dedicata agli dèi si divide in inno, prosodio, peana, ditirambo, nòmi, adonidio, iobacco e iporchema; se dedicata ai mortali in encomio, epinicio, scolio, canto amoroso, epitalamio, imeneo, sillo, threnos ed epicedio.
Più tardi contribuiscono alla distinzione di genere tragedia, commedia, elegia, epos, lirica, threnos, idillio e pastorale. Nel medioevo si aggiungono romanzo e novella, epica o chanson de geste, cantare in ottavo, romanzo cavalleresco, secondo i temi trattati oltre che le forme (con la fortuna italiana dell'ottava), spesso confusi tra loro.
Se la classificazione non ha prodotto norma rigida, nonostante, per esempio, Nicolas Boileau nella sua Art poétique (1674) si ostini a non voler riconoscere il melodramma, non è nemmeno un esercizio sterile di intellettuali e con Goethe o Schelling la riflessione sui generi si confonde con dichiarazione poetica e volontà stilistica.
Con Hegel i generi sono tre: epica, lirica e dramma, ma la loro distinzione è basata sull'antitesi tra soggettivo e oggettivo. L'epopea è oggettiva, la lirica soggettiva e il dramma è la loro sintesi, cosa che diventa nella critica dell'età vittoriana una distinzione tra totalità (epica), pluralità (dramma) e unità (lirica), con conseguente collegamento alle voci verbali.
André Jolles, negli anni trenta del novecento, parla di "gesti verbali" e individua nove forme semplici: leggenda, saga, mito, enigma, detto, caso, memoria, fiaba e scherzo (rispettivamente in tedesco Legende, Sage, Mythe, Rätsel, Spruch, Kasus, Memorabile, Märchen e Witz), come forme che nascono dal linguaggio stesso, in modo indipendente da visione e volontà del poeta o narratore.
Northrop Frye cerca ancora un criterio oggettivo distinguendo secondo la parola, che viene recitata (dramma), detta (epica), cantata (lirica) o letta (fiction).
È vero come dice Maria Corti, che i generi non sono altro che possibili tecniche discorsive che l'aspettativa del lettore (o fruitore di letteratura, qualunque cosa si intenda) lega a possibili contenuti.
Forse aveva ragione Giordano Bruno a reagire a ogni classificazione applicata all'arte dicendo che generi e specie di letteratura sono tanti quante le opere stesse.

### Narrativa di genere
La letteratura di genere, visto che si tratta in particolare di opere di narrativa, viene spesso indicata come narrativa di genere. Premessa una certa aleatorietà, i generi e sottogeneri della narrativa (considerata di genere o non) sono dunque:
- azione/avventura
- erotico
- fantastico
  - fantascienza
  - fantasy
  - horror
- giallo
  - noir
  - poliziesco
  - hard boiled
  - thriller legale
  - thriller medico
  - spionaggio
- romantico o rosa
- western
- storico

- picaresco
- psicologico
- Bildungsroman (romanzo di formazione)
- epistolare
- utopico
- diaristico
  - diario di bordo
  - diario di viaggio
  - diario personale o intimo
- biografico
  - agiografia
  - biografia
  - autobiografia
- postmoderno
- metaromanzo

ecc.
Nei confronti della serialità, anche la letteratura, come altre forme di "fiction", può presentarsi a episodi o a puntate (ovvero ogni sezione narrativamente sospesa o conclusa), con ripresa (come Vent'anni dopo rispetto a I tre moschettieri), con i conseguenti concetti di sequel e prequel, come ricalco (omaggio, remake, plagio ecc.) e in altre forme seriali, ma è soprattutto un universo di testi che si influenzano continuamente tra loro, così che ogni lettura si districa in mezzo alle altre e, tra prima e dopo, nell'interruzione e nella ripresa delle pagine, anche laddove non cambia il testo, cambia la sua interpretazione nella testa del lettore.